# Дэй-Льюис, Дэниел
Сэр Дэ́ниел Майкл Блейк Дэй-Лью́ис (англ. Daniel Michael Blake Day-Lewis; род. 29 апреля 1957, Кенсингтон, Лондон, Великобритания) — британский актёр. Часто именуемый одним из величайших актёров в истории кинематографа, он был удостоен многочисленных наград за свою сорокалетнюю карьеру, включая рекордные три премии «Оскар» за лучшую мужскую роль, четыре награды Британской киноакадемии, три премии американской Гильдии киноактёров и две премии «Золотой глобус». В июне 2014 года был посвящён в рыцари-бакалавры за свой актёрский вклад и заслуги в драматическом искусстве.
Родившийся и выросший в Лондоне, Дэниел Дэй-Льюис с успехом играл на сцене Национального юношеского театра, прежде чем был принят в Бристольскую театральную школу Old Vic, которую посещал три года. Несмотря на традиционное обучение и получение театральных навыков в Бристольской труппе Old Vic, Дэй-Льюис является последователем актёрского метода, известным своей неизменной приверженностью и подготовкой к ролям. Ведёт уединённый образ жизни, почти не давая интервью и редко появляясь на публике.
В начале 1980-х Дэниел Дэй-Льюис играл роли как в театре, так и в кино. Присоединившись к Королевской шекспировской труппе, он исполнял роль Ромео Монтекки в «Ромео и Джульетте» и роль Дудки во «Сне в летнюю ночь».  После второстепенных ролей в «Ганди» (1982) и «Баунти» (1984) он получил признание за прорывные роли в «Моей прекрасной прачечной» (1985), «Комнате с видом» (1985) и «Невыносимой лёгкости бытия» (1988).
Дэниел Дэй-Льюис получил премии «Оскар» за роли в картинах «Моя левая нога» (1989), «Нефть» (2007) и «Линкольн» (2012). Он был также выдвинут на премию за участие в фильмах «Во имя отца» (1993), «Банды Нью-Йорка» (2002) и «Призрачная нить» (2017). Другими знаковыми фильмами актёра являются «Последний из могикан» (1992), «Эпоха невинности» (1993), «Суровое испытание» (1996) и «Боксёр» (1997). Он уходил из профессии в период с 1997 по 2000 года и осваивал ремесло подмастерья сапожника в Италии. Несмотря на возвращение в актёрскую профессию, он заявил о прекращении карьеры в 2017 году.

## Юные годы и образование
Дэниел Майкл Блейк Дэй-Льюис родился 29 апреля 1957 года в лондонском районе Кенсингтон, был вторым ребёнком поэта Сесила Дэй-Льюиса (1904—1972) и его второй жены, актрисы Джилл Бэлкон (1925—2009). Его старшая сестра, Тамасин Дэй-Льюис ― телевизионный шеф-повар и кулинарный критик. Его отец, родившийся в ирландском городе Баллинтубберт, графство Лауа, был протестантского англо-ирландского происхождения, жил в Англии с двух лет и был назначен поэтом-лауреатом Соединённого Королевства. Мать Дэй-Льюиса была еврейкой по происхождению. Её предки-евреи были иммигрантами из Латвии и Польши. Дед Дэй-Льюиса по материнской линии, сэр Майкл Бэлкон, стал главой студии Илинг, помогая развивать новую британскую киноиндустрию. Премия BAFTA за выдающийся вклад в британское кино вручается каждый год в честь памяти Бэлкона.
Через два года после рождения Дэй-Льюиса семья переехала в Крумс-Хилл в Гринвиче через Порт-Кларенс (графство Дарем). Он и его старшая сестра почти не виделись с двумя старшими сводными братьями, которые были подростками, когда отец Дэй-Льюиса развелся с их матерью. Живя в Гринвиче (он посещал начальные школы Инвикта и Шерингтон), Дэй-Льюису приходилось иметь дело с трудными детьми Южного Лондона. В этой школе над ним издевались за то, что он имел еврейское происхождение и был представителем высшего класса. Он овладел местным акцентом и манерами и считает это своим первым достижением. Позже в жизни он, как известно, рассказывал о себе как о хулигане в молодые годы, часто попадая в неприятности из-за краж в магазинах и других мелких преступлений.
В 1968 году родители Дэй-Льюиса, сочтя его поведение слишком диким, отправили его в качестве воспитанника в независимую школу Севеноукс в Кенте. В школе его познакомили с тремя его наиболее заметными увлечениями: деревообработкой, актёрским мастерством и рыбной ловлей. Однако его презрение к школе росло, и после двух лет учёбы в Севеноуксе его перевели в другую школу, Бедейл в Питерсфилде (Хэмпшир). Его сестра уже училась в ней, и там царила более спокойная и творческая атмосфера. Он дебютировал в британском кино в возрасте 14 лет в фильме «Воскресенье, проклятое воскресенье», в котором сыграл вандала. Он описал этот опыт как удовольствие, так как ему заплатили 2 фунта стерлингов за вандализм в дорогих автомобилях, припаркованных возле его местной церкви. Это первая из пяти картин с участием Дэниела Дэя Льюиса, включённая в список «100 величайших британских фильмов 20-го века BFI».
В течение нескольких недель в 1972 году семья Дэй-Льюис жила в Леммонсе, доме Кингсли Эмиса и Элизабет Джейн Говард в северном Лондоне. У отца Дэй-Льюиса был рак поджелудочной железы, и Говард пригласил семью в Леммонс как место, которое они могли бы использовать для отдыха и восстановления сил. Его отец умер там в мае того же года. К тому времени, когда он покинул Бедалес в 1975 году, непослушное отношение Дэй-Льюиса уменьшилось, и ему нужно было сделать выбор карьеры. Несмотря на то, что он преуспел на сцене Национального молодёжного театра в Лондоне, он подал заявление на пятилетнее обучение в качестве краснодеревщика. Ему отказали из-за отсутствия опыта. Его приняли в театральную школу Бристоля «Олд-Вик», которую он посещал в течение трёх лет вместе с Мирандой Ричардсон, в конце концов выступив в самом театре Олд Вик. В какой-то момент он играл дублера Пита Постлетуэйта, с которым позже снялся в фильме «Во имя отца» (1994).
Джон Харток, преподаватель актёрского мастерства Дэй-Льюиса в бристольском «Олд-Вике», вспоминал:
Уже тогда в нём было что-то особенное. Он был тихим и вежливым, но явно сосредоточенным на своей игре — у него была страстная натура. Казалось, внутри у него скрывается настоящая буря. В частности, было одно представление, когда студенты поставили пьесу под названием «Классовый враг», когда он действительно, казалось, сиял — и нам, сотрудникам, стало очевидно, что у нас в руках настоящий талант.

## Актёрская карьера

### 1980-е
В начале 1980-х Дэниел Дэй-Льюис работал в британском театре и на британском телевидении, в том числе снялся в фильмах «Мороз в мае» и «Сколько миль до Вавилона?» для BBC. Через одиннадцать лет после своего дебюта в кино Дэй-Льюис сыграл роль Колина, южноафриканского уличного бандита, который на расовой почве издевается над главным героем в фильме «Ганди» (1982). Это вторая картина в карьере Дэй-Льюиса, вошедшая в список «100 величайших британских фильмов 20-го века BFI». В конце 1982 года он совершил большой актёрский прорыв, когда исполнил главную роль в драматической пьесе «Другая страна» (её премьера состоялась за год до этого, в конце 1981 года). Затем он сыграл конфликтного, но преданного помощника в «Баунти» (1984). Далее актёр присоединился к Королевской шекспировской труппе, сыграв Ромео Монтекки в «Ромео и Джульетте» и Дудку в «Сне в летнюю ночь».
В 1985 году Дэниел Дэй-Льюис впервые получил признание критиков, сыграв молодого гомосексуального уличного панка Джонни Бёрфута в британской картине «Моя прекрасная прачечная». Действие фильма, снятого режиссёром Стивеном Фрирсом и написанного Ханифом Курейши, разворачивается в Лондоне 1980-х годов во время пребывания Маргарет Тэтчер на посту премьер-министра Великобритании. Лента заняла 50-е место в списке «100 величайших британских фильмов 20-го века BFI» и получила номинации на BAFTA и «Оскар» в категории «Лучший оригинальный сценарий».
Следующей его заметной работой в кино стала роль в фильме «Комната с видом» (1985), основанном на романе Э. М. Форстера. Действие происходит в эдвардианский период Англии рубежа 20-го века. Он сыграл заносчивого Сесила Вайза, жениха главной героини. По итогам 1986 года Дэниел Дэй-Льюис был удостоен премии Национального совета кинокритиков США в категории «Лучший актёр второго плана» за роли Джонни Бёрфута и Сесила Вайза. Четвёртая лента в карьере Дэя Льюиса, вошедшая в список «100 величайших британских фильмов 20-го века BFI».
В 1987 году Дэй-Льюис получил статус ведущего актёра, снявшись в экранизации «Невыносимая лёгкость бытия», в которой он изобразил чешского хирурга, чья гиперактивная сексуальная жизнь приходит в смятение, когда он позволяет себе эмоционально увлечься женщиной. Во время восьмимесячных съёмок он выучил чешский язык. В этот период Дэниел Дэй-Льюис считался одним из самых многообещающих и интересных юных актёров Великобритании. Его и других молодых британских актёров того времени, таких как Гэри Олдман, Колин Ферт, Тим Рот и Брюс Пейн, окрестили «Британской стаей».
Дэй-Льюис развил свою личную версию метода актёрского мастерства в 1989 году, исполнив роль Кристи Брауна в фильме Джима Шеридана «Моя левая нога». Она принесла ему множество наград, в том числе премии «Оскар» и BAFTA в категории «Лучший актёр», что сделало 32-летнего Дэниела Дэй-Льюиса самым юным английским артистом, удостоенным премии Американской киноакадемии в этой категории. Браун, известный как писатель и художник, родился с церебральным параличом и мог управлять только левой ногой. Дэй-Льюис готовился к этой роли, часто посещая школьную клинику Сэндимаунт в Дублине, где он подружился с несколькими людьми с ограниченными возможностями, некоторые из которых не владели речью. Играя сильно парализованного персонажа на экране, за кадром Дэй-Льюиса приходилось передвигать по съёмочной площадке в инвалидном кресле, и члены съёмочной группы проклинали необходимость поднимать его над камерой и осветительными проводами, и всё это для того, чтобы он мог получить представление обо всех аспектах жизни Брауна, включая неудобства. Члены съёмочной группы также должны были кормить его с ложечки. Ходили слухи, что он сломал два ребра во время съёмок из-за того, что в течение стольких недель сидел сгорбившись в инвалидном кресле, но он отрицал это много лет спустя на Международном кинофестивале в Санта-Барбаре 2013 года. «Моя левая нога» стала пятой картиной с участием актёра, которая была упомянута в списке «100 величайших британских фильмов 20-го века BFI».
Дэй-Льюис вернулся на британскую сцену в 1989 году, чтобы работать с Ричардом Эйром, исполнив роль Принца Гамлета в трагедии «Гамлет» в Королевском национальном театре Лондона, но во время спектакля потерял сознание во время сцены, где перед ним появляется призрак отца Гамлета. Он начал неудержимо рыдать и отказался возвращаться на сцену. Его заменил Джереми Нортэм, который выступил с триумфальным успехом. Ранее Дэй-Льюис говорил о демонах в этой роли. Хотя инцидент был официально приписан истощению, Дэй-Льюис утверждал, что видел призрак своего собственного отца. Позже он объяснил, что это была скорее метафора, чем галлюцинация. Он признался: «В какой-то степени я, вероятно, видел призрак своего отца каждую ночь, потому что, конечно, если вы работаете в такой пьесе, как „Гамлет“, вы исследуете всё на собственном опыте». С тех пор он не появлялся на сцене. Внимание средств массовой информации, возникшее после мирового признания и последовавшее за его срывом на сцене, способствовало его решению в конечном итоге переехать из Великобритании в Ирландию в середине 1990-х годов, чтобы восстановить психологический покой и отдохнуть от своей славы.

### 1990-е
Затем Дэй-Льюис снялся в американском фильме «Последний из могикан» (1992) по роману Джеймса Фенимора Купера. Исследование роли Дэй-Льюиса для этого фильма получило широкую огласку. Как сообщается, он прошёл силовую тренировку и жил на природе, занимаясь кемпингом, охотой и рыбалкой. Дэй-Льюис также расширил свои навыки работы с деревом и научился делать каноэ. Во время съёмок он всё время носил длинную винтовку, чтобы оставаться в образе.
Он вернулся к работе с Джимом Шериданом над фильмом «Во имя отца», в котором сыграл Джерри Конлона, одного из членов «Гилдфордской четвёрки», несправедливо осуждённой за взрыв. Он потерял 22 фунта (14 кг) для этой роли, сохранял свой североирландский акцент на съёмочной площадке и вне её в течение всего графика съёмок и проводил много времени в тюремной камере. Он настоял на том, чтобы члены съёмочной группы обливали его холодной водой и словесно оскорбляли. За эту роль Дэй-Льюис получил свою вторую номинацию на премию Оскар, третью номинацию BAFTA и вторую номинацию на Золотой глобус.
В 1993 году Дэй-Льюис вернулся в США, сыграв Ньюленда Арчера в экранизации Мартина Скорсезе «Эпоха невинности». Чтобы подготовиться к фильму, действие которого происходит в Золотой век Америки, он в течение двух месяцев носил аристократическую одежду Нью-Йорка 1870-х годов, включая цилиндр, трость и плащ. Хотя Дэй-Льюис скептически отнёсся к этой роли, считая себя too English, он согласился из-за режиссуры Скорсезе. Фильм был хорошо принят критиками, в частности, Питер Трэверс из Rolling Stone писал: «Дэй-Льюис поражает как человек, оказавшийся между своими эмоциями и социальной этикой. Со времён Оливье в „Грозовом перевале“ ни один актёр не сочетал пронзительный интеллект с такой внушительной внешностью и физической грацией».
В 1996 году Дэй-Льюис снялся в экранизации пьесы Артура Миллера «Суровое испытание». Во время съёмок он познакомился со своей будущей женой Ребеккой Миллер, дочерью драматурга. Оуэн Глейберман из Entertainment Weekly дал фильму оценку А, назвав адаптацию потрясающе мощной и отметив впечатляющие выступления Дэй-Льюиса, Скофилда и Аллена. Затем последовала роль в фильме Джима Шеридана «Боксёр». Его подготовка включала тренировки с бывшим чемпионом мира по боксу Барри Макгиганом. Погрузившись в боксёрскую сцену, он наблюдал, как тренируется Назим Хамед, и посещал профессиональные боксёрские поединки. Впечатлённый его работой на ринге, Макгиган почувствовал, что Дэй-Льюис мог бы стать профессиональным боксёром.
После этой роли Дэй-Льюис ушёл в отпуск и занялся своим любимым хобби — обработкой дерева. Он переехал во Флоренцию, где его заинтриговало ремесло изготовления обуви. Он учился на обувщика у Стефано Бемера. Какое-то время его точное местонахождение и действия не были освещены.

### 2000-е
После трёхлетнего отсутствия на экране Дэй-Льюис вернулся в кино, снова снявшись у Мартина Скорсезе в фильме «Банды Нью-Йорка» (2002). Он сыграл главаря злодейской банды Уильяма Каттинга. Чтобы войти в роль, он нанял цирковых артистов, чтобы они научили его метать ножи. Во время съёмок он никогда не выходил из образа между дублями (в том числе сохранял нью-йоркский акцент своего персонажа). В какой-то момент, когда ему поставили диагноз пневмония, он отказался надевать тёплое пальто или проходить лечение, потому что это не соответствовало тому периоду, но в конце концов его убедили обратиться за медицинской помощью. Мнения критиков разделились, но Дэй-Льюис получил похвалы за изображение Билла Мясника. Критический консенсус Rotten Tomatoes гласит: Несмотря на недостатки, фильм впечатляет дизайном постановки и потрясающей игрой Дэй-Льюиса. Роль принесла Дэй-Льюису его третью номинацию на «Оскар» и вторую премию BAFTA за лучшую мужскую роль.
Затем жена Дэй-Льюиса, режиссёр Ребекка Миллер, предложила ему главную роль в своём фильме «Баллада о Джеке и Роуз», в котором он сыграл умирающего человека, сожалеющего о том, как сложилась его жизнь, и о том, как он воспитал свою дочь-подростка. Во время съёмок он договорился жить отдельно от своей жены, чтобы достичь изоляции, необходимой для того, чтобы сосредоточиться на реальности своего персонажа. Фильм получил смешанные отзывы. В 2007 году Дэй-Льюис снялся вместе с Полом Дано в драме «Нефть». Фильм получил широкое признание критиков, критик Эндрю Саррис назвал фильм впечатляющим достижением в его уверенном мастерстве в передаче смоделированных реалий ушедшего времени и места, в основном с вдохновенным использованием региональных актеров-любителей и статистов с правильными движениями и звуками.
Дэй-Льюис получил премию «Оскар» за лучшую мужскую роль, премию BAFTA за лучшего актёра в главной роли, премию «Золотой глобус» за лучшую мужскую роль в драматическом фильме, премию Гильдии киноактёров за выдающуюся игру актёра мужского пола в главной роли (эту награду он посвятил Хиту Леджеру, который умер пятью днями ранее, сказав, что он был вдохновлён игрой Леджера, и назвал игру актёра в «Горбатой горе» уникальной, совершенной), и множество наград круга кинокритиков за роль. Получив премию «Оскар» за лучшую мужскую роль, Дэй-Льюис встал в один ряд с Марлоном Брандо и Джеком Николсоном как обладатель премии «Оскар» за лучшую мужскую роль в течение двух десятилетий подряд.
В 2009 году Дэй-Льюис снялся в мюзикле Роба Маршалла «Девять» в роли режиссёра Гвидо Контини. В фильме снялся ансамбль выдающихся актрис, в том числе Марион Котийяр, Пенелопа Крус, Джуди Денч, Николь Кидман и Софи Лорен. Фильм получил смешанные отзывы, с общей похвалой за выступления Дэй-Льюиса, Котийяр и Круc. За свою роль он был номинирован на премию «Золотой глобус» в категории «Лучший актёр — мюзикл или комедия» и премию «Сатурн» за лучшую мужскую роль в мюзикле или комедии, а также разделил с остальными актёрами номинации на премию Гильдии киноактёров за выдающуюся игру актёров в кинофильме и премию Ассоциации кинокритиков за лучший актёрский состав и премию «Сатурн» за лучший актёрский состав в кинофильме.

### 2010-е
Дэй-Льюис воплотил образ Авраама Линкольна в биографическом фильме Стивена Спилберга «Линкольн» (2012). Съёмки фильма начались в Ричмонде (штат Виргиния) в октябре 2011 года. Дэй-Льюис попросил у Спилберга год на подготовку к роли. Он прочитал множество книг о Линкольне и долго работал с визажистом, чтобы добиться физического сходства с Линкольном. Говоря голосом Линкольна на протяжении всей съёмки, Дэй-Льюис попросил британских членов съёмочной группы, которые разделяли его родной акцент, не болтать с ним. Фильм получил признание критиков, особенно за игру Дэй-Льюиса, и коммерческий успех, собрав более 275 миллионов долларов по всему миру. В ноябре 2012 года он получил премию BAFTA Britannia за выдающиеся достижения в области кинематографии. В том же месяце Дэй-Льюис появился на обложке журнала Time, которой назвал его «величайшим актёром в мире».
На 70-й церемонии 14 января 2013 года Дэй-Льюис получил свою вторую премию «Золотой глобус» за лучшую мужскую роль, а на 66-й церемонии вручения премии Британской киноакадемии 10 февраля - свою четвёртую премию BAFTA за лучшую мужскую роль в главной роли. На 85-й церемонии Дэй-Льюис стал первым трёхкратным лауреатом премии «Оскар» за лучшую мужскую роль в фильме «Линкольн». После его третьей победы на «Оскаре» было много споров о положении Дэй-Льюиса среди величайших актёров в истории кино. Джо Квинан из The Guardian заметил: «Спорить о том, является ли Дэниел Дэй-Льюис более великим актёром, чем Лоуренс Оливье, или Ричард Бёртон, или Марлон Брандо, всё равно, что спорить о том, является ли Месси более талантливым, чем Пеле, превосходит ли Наполеон Бонапарт Александра Македонского как военного гения». Когда самого Дэй-Льюиса спросили, каково это, быть величайшим актёром в мире, он ответил: «Это глупо, не так ли? Всё в этом мире меняется». Вскоре после получения Оскара за фильм «Линкольн» Дэй-Льюис объявил, что сделает перерыв в актёрской карьере, вернувшись на свою ферму в графстве Уиклоу (Ирландия) на следующие пять лет.
После пятилетнего перерыва Дэй-Льюис вернулся на экран, чтобы сняться в исторической драме Пола Томаса Андерсона «Призрачная нить» (2017). Действие происходит в Лондоне 1950-х годов, Дэй-Льюис сыграл портного, который влюбляется в официантку. Перед выходом фильма, 20 июня 2017 года, пресс-секретарь Дэй-Льюиса Лесли Дарт объявила, что он уходит из актёрской карьеры. Не имея возможности назвать точную причину своего решения, в интервью в ноябре 2017 года Дэй-Льюис заявил: «Я ещё до конца не осознал этого. Но это желание поселилось во мне, и оно просто есть… Я боюсь употреблять слишком часто употребляемое слово „артист“, но есть некая ответственность, которая нависла надо мной. Мне нужно верить в ценность того, что я делаю. Работа может казаться жизненно важной, даже непреодолимой. И если аудитория в это поверит, для меня этого должно быть достаточно. Но в последнее время это не так». О выходе Дэй-Льюиса на пенсию Андерсон заявил: «Я хотел бы надеяться, что ему просто нужен перерыв. Но я не уверен. Сейчас это совсем не похоже на то, что является большим препятствием для всех нас». Фильм и его исполнение получили широкое признание критиков, и Дэй-Льюис снова был номинирован на премию Оскар за лучшую мужскую роль.
Широко уважаемый среди своих современников, в июне 2017 года Майкл Симкинс из The Guardian написал: «В этой сверкающей выгребной яме, которую мы называем актёрской профессией, есть множество соперничающих актёров, которые, благодаря чистой удаче или случайности, похоже, сделали карьеру, которую мы сами могли бы сделать, если бы только карты выпали по-другому. Но Дэй-Льюис, по общему согласию, стоит особняком. Мы больше не увидим ему подобных — по крайней мере, какое-то время. Такие актёры рождаются раз в поколение».

### 2020-е
В 2020 году издание The New York Times поставила Дэниела Дэй-Льюиса на третье место в своем списке «25 величайших актёров XXI века».
В 2024 году стало известно, что Дэй-Льюис вновь вернётся в кино для того, чтобы исполнить главную роль в дебютной картине своего сына Ронана Дэй-Льюиса.

## Актёрская техника и репутация
Дэниел Дэй-Льюис считается приверженцем актёрского метода, призванного развивать искренность, выразительность и эмоциональную насыщенность актёрской игры. Изображая «изменчивую интенсивность», он часто оставался в образе своего персонажа на протяжении всего съёмочного периода, даже в те моменты, когда такой подход к ролям отрицательно влиял на его здоровье. Он является одним из самых избирательных актёров, и с 1998 по 2017 годы снялся только в шести фильмах, с перерывами до пяти лет между ролями. Дэй-Льюис ведёт уединённый образ жизни, почти не давая интервью и редко появляясь на публике.
В 2013 году был признан журналом Time одним из ста самых влиятельных людей в мире. В 2020 году издание The New York Times поставило Дэниела Дэй-Льюиса на третье место в своём списке «25 величайших актёров XXI века».

## Личная жизнь
С 1993 года Дэниел Дэй-Льюис является гражданином Ирландии и имеет двойное гражданство.
Дэй-Льюис утверждает, что не имеет конкретного религиозного воспитания и считает себя «убеждённым агностиком».
Он находился в отношениях с французской актрисой Изабель Аджани. Их сын, Габриэль-Кейн Дэй-Льюис, родился 9 апреля 1995 года в Нью-Йорке, через несколько месяцев после окончания отношений.
В 1996 году, работая над экранизацией театральной пьесы «Суровое испытание», Дэй-Льюис посетил дом драматурга Артура Миллера, где познакомился с дочерью писателя Ребеккой Миллер. Они поженились позже в том же году, 13 ноября 1996 года. У пары двое сыновей, Ронан Кэл Дэй-Льюис (1998 г.р.) и Кэшел Блейк Дэй-Льюис (2002 г.р.). Они живут на два дома: в Аннамоу (графство Уиклоу) и на Манхэттене (штат Нью-Йорк).

## Актёрские работы

### Кино
| Год  |   | Русское название                   | Оригинальное название                    | Роль                         |
| ---- | - | ---------------------------------- | ---------------------------------------- | ---------------------------- |
| 1971 | ф | Воскресенье, проклятое воскресенье | Sunday Bloody Sunday                     | молодой вандал               |
| 1982 | ф | Ганди                              | Gandhi                                   | Колин                        |
| 1984 | ф | Баунти                             | Bounty                                   | Джон Фраер                   |
| 1985 | ф | Моя прекрасная прачечная           | My Beautiful Laundrette                  | Джонни Бёрфут                |
| 1985 | ф | Комната с видом                    | A Room with a View                       | Сесиль Вайз                  |
| 1986 | ф | Нану                               | Nanou                                    | Макс                         |
| 1988 | ф | Невыносимая лёгкость бытия         | Unbearable Lightness of Being            | Томас                        |
| 1988 | ф | Звёзды и полосы                    | Stars and Bars                           | Хендерсон Дорс               |
| 1989 | ф | Моя левая нога                     | My Left Foot: The Story of Christy Brown | Кристи Браун                 |
| 1989 | ф | Ослепительная улыбка Нью-Джерси    | Eversmile, New Jersey                    | Доктор Фергюс О’Коннелл      |
| 1992 | ф | Последний из могикан               | Last of the Mohicans                     | Соколиный глаз               |
| 1993 | ф | Эпоха невинности                   | Age of Innocence                         | Ньюленд Арчер                |
| 1993 | ф | Во имя отца                        | In the Name of the Father                | Джерри Конлон                |
| 1996 | ф | Суровое испытание                  | Crucible                                 | Джон Проктор                 |
| 1997 | ф | Боксёр                             | Boxer                                    | Дэнни Флинн                  |
| 2002 | ф | Банды Нью-Йорка                    | Gangs of New York                        | Уильям «Мясник Билл» Каттинг |
| 2005 | ф | Баллада о Джеке и Роуз             | Ballad of Jack and Rose                  | Джек Славин                  |
| 2007 | ф | Нефть                              | There Will Be Blood                      | Дэниел Плэйнвью              |
| 2009 | ф | Девять                             | Nine                                     | Гвидо Контини                |
| 2012 | ф | Линкольн                           | Lincoln                                  | Авраам Линкольн              |
| 2017 | ф | Призрачная нить                    | Phantom Thread                           | Рейнольдс Джеремайя Вудкок   |
| 2025 | ф | Анемон                             | Anemone                                  |                              |

### Телевидение
| Год  |    | Русское название           | Оригинальное название      | Роль                                      |
| ---- | -- | -------------------------- | -------------------------- | ----------------------------------------- |
| 1981 | тф | Artemis 81                 | Artemis 81                 | Студент в библиотеке                      |
| 1982 | тф | How Many Miles to Babylon? | How Many Miles to Babylon? | Алекс                                     |
| 1983 | с  | Би-би-си: Пьеса месяца     | Play of the Month          | Гордон Уайтхаус (эпизод Dangerous Corner) |
| 1985 | тф | My Brother Jonathan        | My Brother Jonathan        | Джонатан Дэйкерс                          |
| 1986 | тф | The Insurance Man          | Insurance Man              | Франц Кафка                               |

### Театр
| Год       | Название                            | Оригинальное название                      | Роль                 | Место проведения                       |
| --------- | ----------------------------------- | ------------------------------------------ | -------------------- | -------------------------------------- |
| 1979      | Офицер по вербовке                  | The Recruiting Officer                     | Горожанин/Солдат     | Theatre Royal, Bristol                 |
| 1979      | Троил и Крессида                    | Troilus and Cressida                       | Деифоб               | Theatre Royal, Bristol                 |
| 1979      | Смешно и странно                    | Funny Peculiar                             | Стэни Болдри         | Little Theatre, Bristol                |
| 1979-1980 | Старый дедушка Коль                 | Old King Cole                              | Невероятный Фаз      | Old Vic Theatre, Bristol               |
| 1980      | Классовый враг                      | Class Enemy                                | Айрон                | Old Vic Theatre, Bristol               |
| 1980      | Эдуард II                           | Edward II                                  | Лестер               | Old Vic Theatre, Bristol               |
| 1980      | О, какая прекрасная война!          | Oh, What a Lovely War!                     | Неизвестно           | Theatre Royal, Bristol                 |
| 1980      | Сон в летнюю ночь                   | A Midsummer Night’s Dream                  | Филострат            | Theatre Royal, Bristol                 |
| 1981      | Оглянись во гневе                   | Look Back in Anger                         | Джимми Портер        | Little Theatre, Bristol                |
| 1981      | Дракула                             | Dracula                                    | Граф Дракула         | Little Theatre, Bristol                |
| 1982-1983 | Другая страна                       | Another Country                            | Гай Беннетт          | Театр Королевы, Шафтсбери-авеню        |
| 1984-1984 | Сон в летнюю ночь Ромео и Джульетта | A Midsummer Night’s Dream Romeo and Juliet | Дудка Ромео Монтекки | Королевская шекспировская труппа       |
| 1984      | Дракула                             | Dracula                                    | Граф Дракула         | Театр полумесяца, Лондон               |
| 1986      | Футуристы                           | Futurists                                  | Володя Маяковский    | Королевский национальный театр, Лондон |
| 1989      | Гамлет                              | Hamlet                                     | Принц Гамлет         | Королевский национальный театр, Лондон |

### Музыка
| Год  | Название               | Оригинальное название       | Роль                                                        |
| ---- | ---------------------- | --------------------------- | ----------------------------------------------------------- |
| 2005 | Баллада о Джеке и Роуз | The Ballad of Jack and Rose | Продюсер оригинальной музыки                                |
| 2009 | Девять                 | Nine                        | Исполнитель песен «Guido’s Song», «I Can’t Make This Movie» |

## Награды и номинации
Дэниэл Дэй-Льюис был удостоен многочисленных наград за свою сорокалетнюю карьеру, включая рекордные три премии «Оскар» за лучшую мужскую роль, являясь первым и единственным трёхкратным обладателем в этой номинации, а также третьим мужчиной, получившим три актёрские награды, и шестым человеком в целом. Дэниел Дэй-Льюис — самый юный английский артист, получивший награду Американской киноакадемии в категории «Лучший актёр». Кроме того, Дэй-Льюис получил четыре награды Британской киноакадемии, три премии американской Гильдии киноактёров и две премии «Золотой глобус». В июне 2014 года был посвящён в рыцари-бакалавры за свой актёрский вклад и заслуги в драме.
Полный список наград и номинаций на сайте IMDb.
| Год  | Название                     | Награда                                        | Категория                                         | Результат                                       |
| ---- | ---------------------------- | ---------------------------------------------- | ------------------------------------------------- | ----------------------------------------------- |
| 1985 | «Комната с видом»            | Национальный совет кинокритиков США            | «Лучший актёр второго плана»                      | Победа (также за «Мою прекрасную прачечную»)    |
| 1985 | «Комната с видом»            | Национальное общество кинокритиков США         | «Лучший актёр второго плана»                      | Номинация (также за «Мою прекрасную прачечную») |
| 1985 | «Комната с видом»            | Круг кинокритиков Нью-Йорка                    | «Лучший актёр второго плана»                      | Победа (также за «Мою прекрасную прачечную»)    |
| 1988 | «Невыносимая лёгкость бытия» | Общество кинокритиков Бостона                  | «Лучший актёр»                                    | Победа                                          |
| 1989 | «Моя левая нога»             | Круг кинокритиков Нью-Йорка                    | «Лучший актёр»                                    | Победа                                          |
| 1989 | «Моя левая нога»             | Национальное общество кинокритиков США         | «Лучший актёр»                                    | Победа                                          |
| 1989 | «Моя левая нога»             | Монреальский кинофестиваль                     | «Лучший актёр»                                    | Победа                                          |
| 1989 | «Моя левая нога»             | Монреальский кинофестиваль                     | Приз экуменического жюри — специальное упоминание | Победа                                          |
| 1989 | «Моя левая нога»             | Ассоциация кинокритиков Лос-Анджелеса          | «Лучший актёр»                                    | Победа                                          |
| 1989 | «Моя левая нога»             | Круг кинокритиков Лондона                      | «Актёр года»                                      | Победа                                          |
| 1989 | «Моя левая нога»             | «Золотой глобус»                               | «Лучшая мужская роль — драма»                     | Номинация                                       |
| 1989 | «Моя левая нога»             | Премия газеты Evening Standard                 | «Лучший актёр»                                    | Победа                                          |
| 1989 | «Моя левая нога»             | Премия Европейской киноакадемии                | «Лучший актёр»                                    | Номинация                                       |
| 1989 | «Моя левая нога»             | Ассоциация кинокритиков Чикаго                 | «Лучший актёр»                                    | Номинация                                       |
| 1989 | «Моя левая нога»             | Общество кинокритиков Бостона                  | «Лучший актёр»                                    | Победа                                          |
| 1989 | «Моя левая нога»             | BAFTA                                          | «Лучший актёр»                                    | Победа                                          |
| 1989 | «Моя левая нога»             | «Оскар»                                        | «Лучший актёр»                                    | Победа                                          |
| 1992 | «Последний из могикан»       | Круг кинокритиков Лондона                      | «Британский актёр года»                           | Победа                                          |
| 1992 | «Последний из могикан»       | Премия газеты Evening Standard                 | «Лучший актёр»                                    | Победа                                          |
| 1992 | «Последний из могикан»       | BAFTA                                          | «Лучший актёр»                                    | Номинация                                       |
| 1993 | «Во имя отца»                | Национальное общество кинокритиков США         | «Лучший актёр»                                    | Номинация                                       |
| 1993 | «Во имя отца»                | Ассоциация кинокритиков Лос-Анджелеса          | «Лучший актёр»                                    | Номинация (также за «Эпоху невинности»)         |
| 1993 | «Во имя отца»                | «Золотой глобус»                               | «Лучшая мужская роль — драма»                     | Номинация                                       |
| 1993 | «Во имя отца»                | «Давид ди Донателло»                           | «Лучший иностранный актёр»                        | Номинация                                       |
| 1993 | «Во имя отца»                | Общество кинокритиков Бостона                  | «Лучший актёр»                                    | Победа                                          |
| 1993 | «Во имя отца»                | BAFTA                                          | «Лучший актёр»                                    | Номинация                                       |
| 1993 | «Во имя отца»                | «Оскар»                                        | «Лучший актёр»                                    | Номинация                                       |
| 1997 | «Боксёр»                     | «Золотой глобус»                               | «Лучшая мужская роль — драма»                     | Номинация                                       |
| 2002 | «Банды Нью-Йорка»            | Ассоциация кинокритиков Вашингтона             | «Лучший актёр»                                    | Номинация                                       |
| 2002 | «Банды Нью-Йорка»            | Круг кинокритиков Ванкувера                    | «Лучший актёр»                                    | Победа                                          |
| 2002 | «Банды Нью-Йорка»            | Ассоциация кинокритиков Торонто                | «Лучшая мужская роль»                             | Номинация                                       |
| 2002 | «Банды Нью-Йорка»            | Круг кинокритиков Сиэтла                       | «Лучший актёр»                                    | Победа                                          |
| 2002 | «Банды Нью-Йорка»            | Премия Гильдии киноактёров США                 | «Лучшая мужская роль»                             | Победа                                          |
| 2002 | «Банды Нью-Йорка»            | «Спутник»                                      | «Лучшая мужская роль — драма»                     | Победа (разделил с Майклом Кейном)              |
| 2002 | «Банды Нью-Йорка»            | Общество кинокритиков Сан-Диего                | «Лучший актёр»                                    | Победа                                          |
| 2002 | «Банды Нью-Йорка»            | Гильдия киноведов и кинокритиков России        | «Лучший иностранный актёр»                        | Победа                                          |
| 2002 | «Банды Нью-Йорка»            | Общество кинокритиков Феникса                  | «Лучший актёр»                                    | Номинация                                       |
| 2002 | «Банды Нью-Йорка»            | Общество интернет-кинокритиков                 | «Лучший актёр»                                    | Победа                                          |
| 2002 | «Банды Нью-Йорка»            | Круг кинокритиков Нью-Йорка                    | «Лучший актёр»                                    | Победа                                          |
| 2002 | «Банды Нью-Йорка»            | MTV Movie Awards                               | «Лучший злодей»                                   | Номинация                                       |
| 2002 | «Банды Нью-Йорка»            | Ассоциация кинокритиков Лос-Анджелеса          | «Лучший актёр»                                    | Победа (разделил с Джеком Николсоном)           |
| 2002 | «Банды Нью-Йорка»            | Общество кинокритиков Лас-Вегаса               | «Лучший актёр»                                    | Победа                                          |
| 2002 | «Банды Нью-Йорка»            | Круг кинокритиков Канзаса                      | «Лучший актёр»                                    | Победа                                          |
| 2002 | «Банды Нью-Йорка»            | «Золотой глобус»                               | «Лучшая мужская роль — драма»                     | Номинация                                       |
| 2002 | «Банды Нью-Йорка»            | Круг кинокритиков Флориды                      | «Лучший актёр»                                    | Победа                                          |
| 2002 | «Банды Нью-Йорка»            | «Империя»                                      | «Лучший актёр»                                    | Номинация                                       |
| 2002 | «Банды Нью-Йорка»            | Ассоциация кинокритиков Даллас-Форт Уэрта      | «Лучший актёр»                                    | Номинация                                       |
| 2002 | «Банды Нью-Йорка»            | Ассоциация кинокритиков Чикаго                 | «Лучший актёр»                                    | Победа                                          |
| 2002 | «Банды Нью-Йорка»            | Ассоциация кинокритиков Огайо                  | «Лучший актёр»                                    | Победа                                          |
| 2002 | «Банды Нью-Йорка»            | «Выбор критиков»                               | «Лучший актёр»                                    | Победа (разделил с Джеком Николсоном)           |
| 2002 | «Банды Нью-Йорка»            | Общество кинокритиков Бостона                  | «Лучший актёр»                                    | Номинация                                       |
| 2002 | «Банды Нью-Йорка»            | BAFTA                                          | «Лучшая мужская роль»                             | Победа                                          |
| 2002 | «Банды Нью-Йорка»            | «Оскар»                                        | «Лучший актёр»                                    | Номинация                                       |
| 2005 | «Баллада о Джеке и Роуз»     | Международный кинофестиваль в Марракеше        | «Лучший актёр»                                    | Победа                                          |
| 2007 | «Нефть»                      | Круг кинокритиков Ванкувера                    | «Лучший актёр»                                    | Победа                                          |
| 2007 | «Нефть»                      | Премия Гильдии киноактёров США                 | «Лучшая мужская роль»                             | Победа                                          |
| 2007 | «Нефть»                      | Общество кинокритиков Сан-Диего                | «Лучший актёр»                                    | Победа                                          |
| 2007 | «Нефть»                      | Общество кинокритиков Феникса                  | «Лучший актёр»                                    | Победа                                          |
| 2007 | «Нефть»                      | Международный кинофестиваль в Палм-Спрингсе    | «Пустынная пальма» за выдающееся достижение       | Победа                                          |
| 2007 | «Нефть»                      | Общество интернет-кинокритиков                 | «Лучший актёр»                                    | Победа                                          |
| 2007 | «Нефть»                      | Круг кинокритиков Нью-Йорка                    | «Лучший актёр»                                    | Победа                                          |
| 2007 | «Нефть»                      | Национальное общество кинокритиков США         | «Лучший актёр»                                    | Победа                                          |
| 2007 | «Нефть»                      | Ассоциация кинокритиков Лос-Анджелеса          | «Лучший актёр»                                    | Победа                                          |
| 2007 | «Нефть»                      | Круг кинокритиков Лондона                      | «Актёр года»                                      | Победа                                          |
| 2007 | «Нефть»                      | Общество кинокритиков Лас-Вегаса               | «Лучший актёр»                                    | Победа                                          |
| 2007 | «Нефть»                      | Круг кинокритиков Канзаса                      | «Лучший актёр»                                    | Победа                                          |
| 2007 | «Нефть»                      | Премия ирландского кинематографа и телевидения | «Лучший международный актёр»                      | Победа                                          |
| 2007 | «Нефть»                      | «Золотой глобус»                               | «Лучшая мужская роль — драма»                     | Победа                                          |
| 2007 | «Нефть»                      | Круг кинокритиков Флориды                      | «Лучший актёр»                                    | Победа                                          |
| 2007 | «Нефть»                      | Премия газеты Evening Standard                 | «Лучший актёр»                                    | Победа                                          |
| 2007 | «Нефть»                      | «Империя»                                      | «Лучший актёр»                                    | Номинация                                       |
| 2007 | «Нефть»                      | Ассоциация кинокритиков Даллас-Форт Уэрта      | «Лучший актёр»                                    | Победа                                          |
| 2007 | «Нефть»                      | «Хлотрудис»                                    | «Лучший актёр»                                    | Победа                                          |
| 2007 | «Нефть»                      | Ассоциация кинокритиков Чикаго                 | «Лучший актёр»                                    | Победа                                          |
| 2007 | «Нефть»                      | Ассоциация кинокритиков Огайо                  | «Лучший актёр»                                    | Победа                                          |
| 2007 | «Нефть»                      | «Выбор критиков»                               | «Лучший актёр»                                    | Победа                                          |
| 2007 | «Нефть»                      | Общество кинокритиков Бостона                  | «Лучший актёр»                                    | Номинация                                       |
| 2007 | «Нефть»                      | BAFTA                                          | «Лучший актёр»                                    | Победа                                          |
| 2007 | «Нефть»                      | Ассоциация кинокритиков Остина                 | «Лучший актёр»                                    | Победа                                          |
| 2007 | «Нефть»                      | «Сатурн»                                       | «Лучший актёр»                                    | Номинация                                       |
| 2007 | «Нефть»                      | «Оскар»                                        | «Лучшая мужская роль»                             | Победа                                          |
| 2009 | «Девять»                     | Ассоциация кинокритиков Вашингтона             | «Лучший актёрский состав»                         | Номинация                                       |
| 2009 | «Девять»                     | Премия Гильдии киноактёров США                 | «Лучший актёрский состав»                         | Номинация                                       |
| 2009 | «Девять»                     | «Спутник»                                      | «Лучший актёр — комедия или мюзикл»               | Номинация                                       |
| 2009 | «Девять»                     | «Спутник»                                      | «Лучший актёрский состав»                         | Победа                                          |
| 2009 | «Девять»                     | «Золотой глобус»                               | «Лучшая мужская роль — комедия или мюзикл»        | Номинация                                       |
| 2009 | «Девять»                     | «Выбор критиков»                               | «Лучший актёрский состав»                         | Номинация                                       |
| 2012 |                              | BAFTA Britannia                                | «За выдающиеся достижения в кинематографе»        | Победа                                          |
| 2012 | «Линкольн»                   | Круг кинокритиков Нью-Йорка                    | «Лучший актёр»                                    | Победа                                          |
| 2012 | «Линкольн»                   | «Спутник»                                      | «Лучший актёр»                                    | Номинация                                       |
| 2012 | «Линкольн»                   | Общество кинокритиков Бостона                  | «Лучший актёр»                                    | Победа                                          |
| 2012 | «Линкольн»                   | Ассоциация кинокритиков Вашингтона             | «Лучший актёр»                                    | Победа                                          |
| 2012 | «Линкольн»                   | Общество кинокритиков Сан-Диего                | «Лучший актёр»                                    | Победа                                          |
| 2012 | «Линкольн»                   | «Выбор критиков»                               | «Лучший актёр»                                    | Победа                                          |
| 2012 | «Линкольн»                   | Общество кинокритиков Сент-Луиса               | «Лучший актёр»                                    | Победа                                          |
| 2012 | «Линкольн»                   | Премия Гильдии киноактёров США                 | «Лучший актёр»                                    | Победа                                          |
| 2012 | «Линкольн»                   | Общество кинокритиков Лас-Вегаса               | «Лучший актёр»                                    | Победа                                          |
| 2012 | «Линкольн»                   | «Золотой глобус»                               | «Лучший актёр — драма»                            | Победа                                          |
| 2012 | «Линкольн»                   | Ассоциация кинокритиков Даллас-Форт Уэрта      | «Лучший актёр»                                    | Победа                                          |
| 2012 | «Линкольн»                   | Ассоциация кинокритиков Чикаго                 | «Лучший актёр»                                    | Победа                                          |
| 2012 | «Линкольн»                   | Круг кинокритиков Канзаса                      | «Лучший актёр»                                    | Победа                                          |
| 2012 | «Линкольн»                   | Национальное общество кинокритиков США         | «Лучший актёр»                                    | Победа                                          |
| 2012 | «Линкольн»                   | Австралийская академия кино и телевидения      | «Лучший международный актёр»                      | Победа                                          |
| 2012 | «Линкольн»                   | BAFTA                                          | «Лучший актёр»                                    | Победа                                          |
| 2012 | «Линкольн»                   | «Оскар»                                        | «Лучший актёр»                                    | Победа                                          |
| 2017 | «Призрачная нить»            | «Спутник»                                      | «Лучший актёр»                                    | Номинация                                       |
| 2017 | «Призрачная нить»            | Ассоциация кинокритиков Вашингтона             | «Лучший актёр»                                    | Номинация                                       |
| 2017 | «Призрачная нить»            | «Выбор критиков»                               | «Лучший актёр»                                    | Номинация                                       |
| 2017 | «Призрачная нить»            | Общество кинокритиков Сент-Луиса               | «Лучший актёр»                                    | Номинация                                       |
| 2017 | «Призрачная нить»            | «Золотой глобус»                               | «Лучший актёр — драма»                            | Номинация                                       |
| 2017 | «Призрачная нить»            | Ассоциация кинокритиков Даллас-Форт Уэрта      | «Лучший актёр»                                    | Номинация                                       |
| 2017 | «Призрачная нить»            | Ассоциация кинокритиков Чикаго                 | «Лучший актёр»                                    | Номинация                                       |
| 2017 | «Призрачная нить»            | Национальное общество кинокритиков США         | «Лучший актёр»                                    | Номинация                                       |
| 2017 | «Призрачная нить»            | Австралийская академия кино и телевидения      | «Лучший международный актёр»                      | Номинация                                       |
| 2017 | «Призрачная нить»            | BAFTA                                          | «Лучший актёр»                                    | Номинация                                       |
| 2017 | «Призрачная нить»            | «Оскар»                                        | «Лучший актёр»                                    | Номинация                                       |